# Mycetophila tridentata
Mycetophila tridentata är en tvåvingeart som beskrevs av Lundstrom 1911. Mycetophila tridentata ingår i släktet Mycetophila och familjen svampmyggor. Arten är reproducerande i Sverige. Inga underarter finns listade i Catalogue of Life.